# 20321 Лайтдонован
20321 Лайтдонован (20321 Lightdonovan) — астероїд головного поясу, відкритий 18 квітня 1998 року.
Тіссеранів параметр щодо Юпітера — 3,569.